# Limonada
La limonada es una bebida de elaboración usualmente casera, a base de limón, agua y azúcar, que puede tener o no contenido alcohólico. Algunas versiones también llevan menta, jengibre y otros cítricos como naranja y pomelo.
En algunos países, como Alemania, Francia, Reino Unido, Australia, Nueva Zelanda y Suiza, la limonada es una bebida refrescante no alcohólica, compuesta principalmente de agua carbonatada, edulcorada, aromatizada a limón y frecuentemente incolora, como las gaseosas Sprite o 7 Up.

## Historia

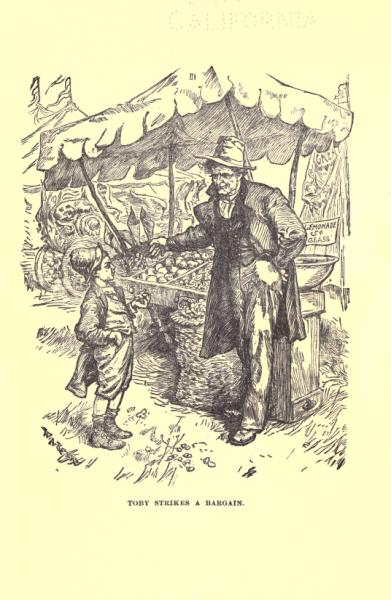
Un vendedor de limonada en un puesto callejero hacia 1880, en EE. UU. (Del libro Toby Tyler de James Otis).

El filósofo, poeta y viajero Naser Josrow (1004-1070), originario de lo que hoy es Tayikistán, menciona en su libro de viajes Safarnama la bebida qatarmizat, preparada en el Egipto medieval. Esta bebida se obtiene mezclando el jugo de un limón recién exprimido con azúcar de caña, que es un edulcorante natural fácilmente disponible. Esta preparación es similar a la receta actual, a base de jugo de limón con azúcar o miel, diluida con agua para reducir la acidez. Esta bebida aparentemente bastante popular era vendida por numerosos vendedores ambulantes en los mercados del país.
Entre los siglos XII y XIV se consumía en Egipto una bebida elaborada con limones, dátiles y miel, incluyendo una bebida de zumo de limón con azúcar, conocida como qatarmizat. En 1676, una empresa conocida como Compagnie de Limonadiers vendía limonada en París. Los vendedores llevaban tanques de limonada a sus espaldas y dispensaban vasos del refresco a los parisinos.
En 1654 François Pierre de La Varenne escribe la siguiente receta en Le Cuisinier françois:

"Se hace de forma distinta según la diversidad de los ingredientes. Para hacerlo con jazmín, hay que cogerlo con ambas manos, ponerlo en dos o tres litros de agua y dejarlo reposar ocho o diez horas, después de las cuales en un peine de agua pones seis onzas de azúcar. Los de flores de naranja, rosas de nuez moscada y claveles se hacen de la misma manera. Para hacer el limón, hay que coger limones, cortarlos y sacar el zumo, ponerlo en el agua; pelar otro limón, cortarlo en rodajas, y ponerlo en el zumo con azúcar en proporción."

Mientras que el agua carbonatada fue inventada por Joseph Priestley en 1767, la primera referencia encontrada a la limonada carbonatada fue en 1833, cuando esta bebida se vendía en los puestos de refrescos británicos. R. White's Lemonade se vende en el Reino Unido desde 1845.

## Composición

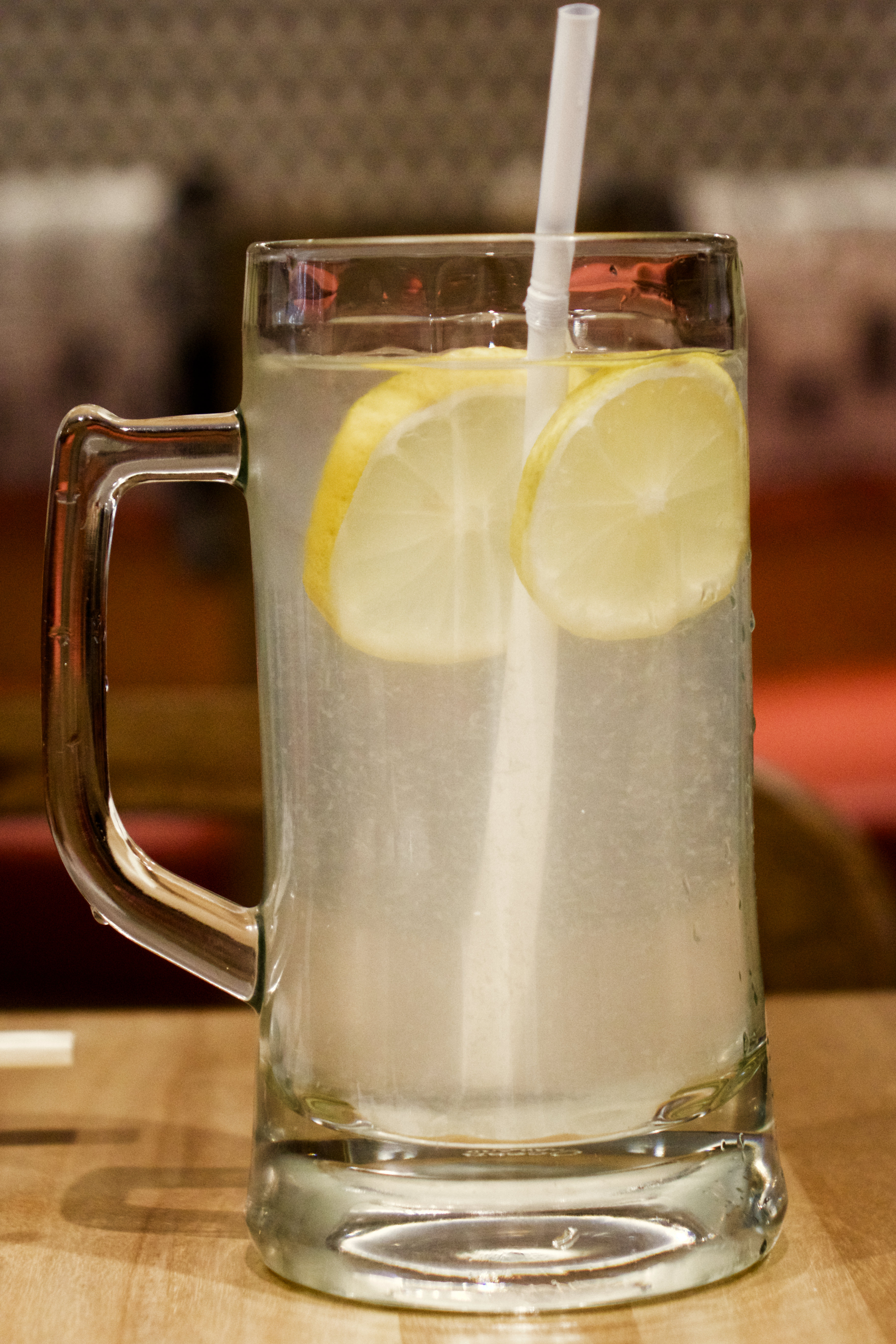
Jarra de limonada.

Las recetas de Estados Unidos y Canadá (dos de los mayores consumidores de esta bebida) mencionan que se debe mezclar la misma cantidad en volumen de limón que de azúcar y se debe añadir agua en una proporción de cuatro veces el volumen de limón o de azúcar vertido. Lo cierto es que no hay medidas absolutas y las proporciones quedan en manos de los cocineros o comensales.
Existen recetas que añaden a estos ingredientes básicos frutas como plátanos o naranjas, frutas secas, tales como higos o pasas y añaden especias como canela o clavo dejando reposar la mezcla varios días. Existen ingredientes alcohólicos tales como ciertos vinos , como la limonada, pero en este caso la limonada pierde su carácter y se convierte más en Sangría, si se mezclara con ron se acercaría al mojito cubano.
Para mantener el carácter de la limonada al añadirle alguna bebida alcohólica, es preferible mezclarla con vodka o ginebra (si bien esta última le da un aspecto más perfumado).
Otra receta es preparar la limonada usando agua mineral en vez de usar agua ordinaria.

## Variantes

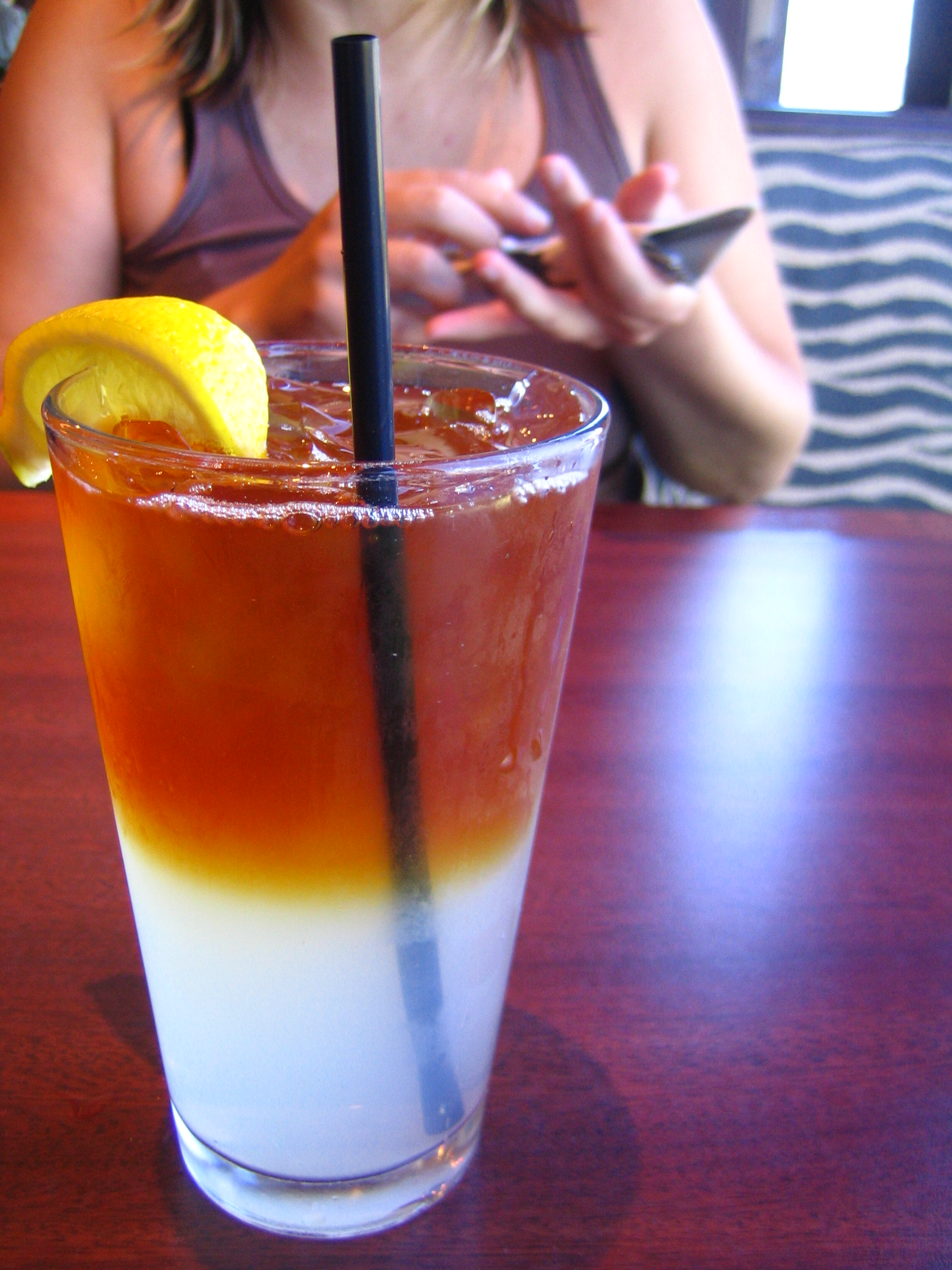
Arnold Palmer es una mezcla sin alcohol de té helado y limonada.

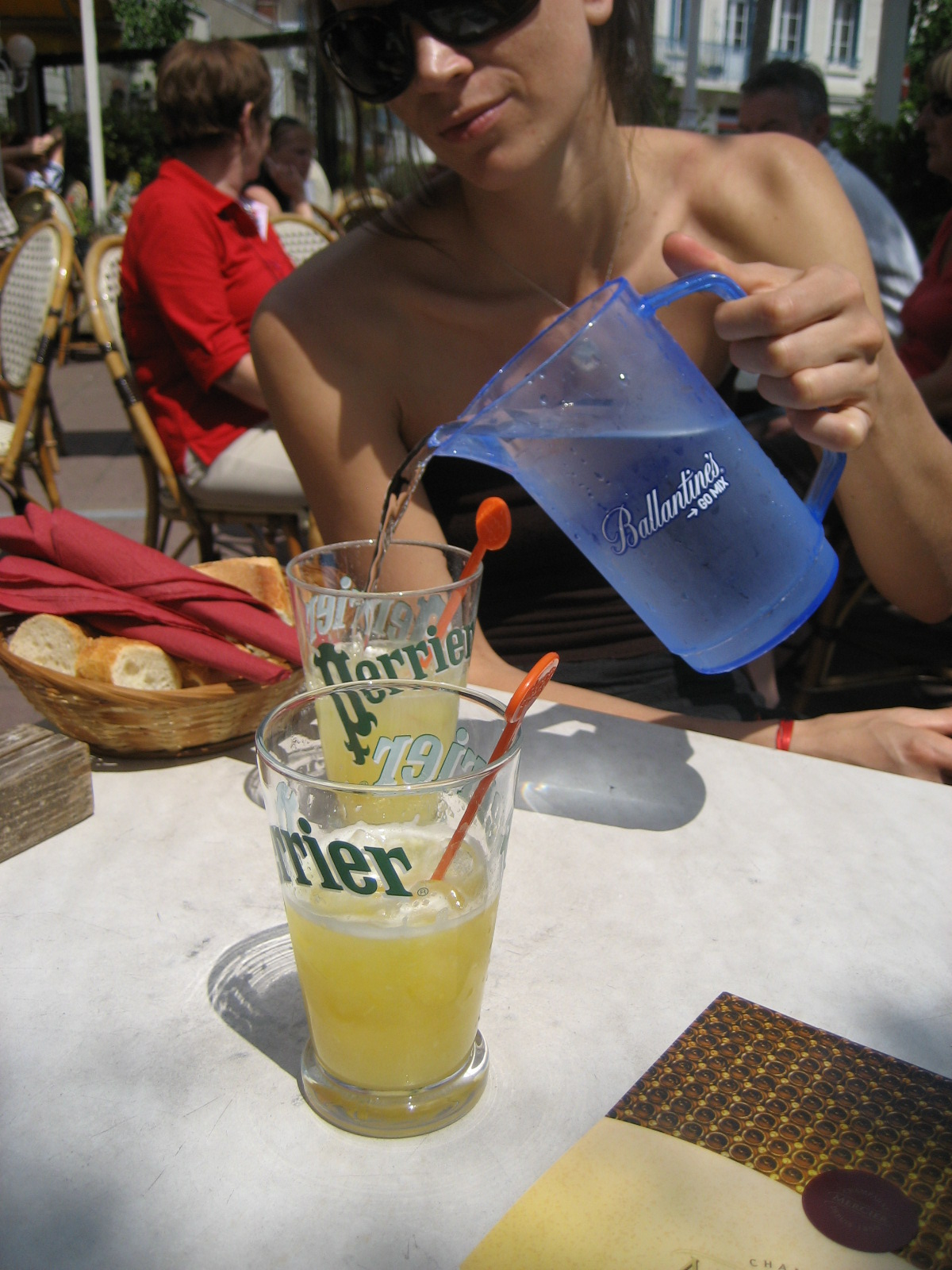
El refresco francés "citron pressé" siendo diluido en agua. Épernay.(2007)

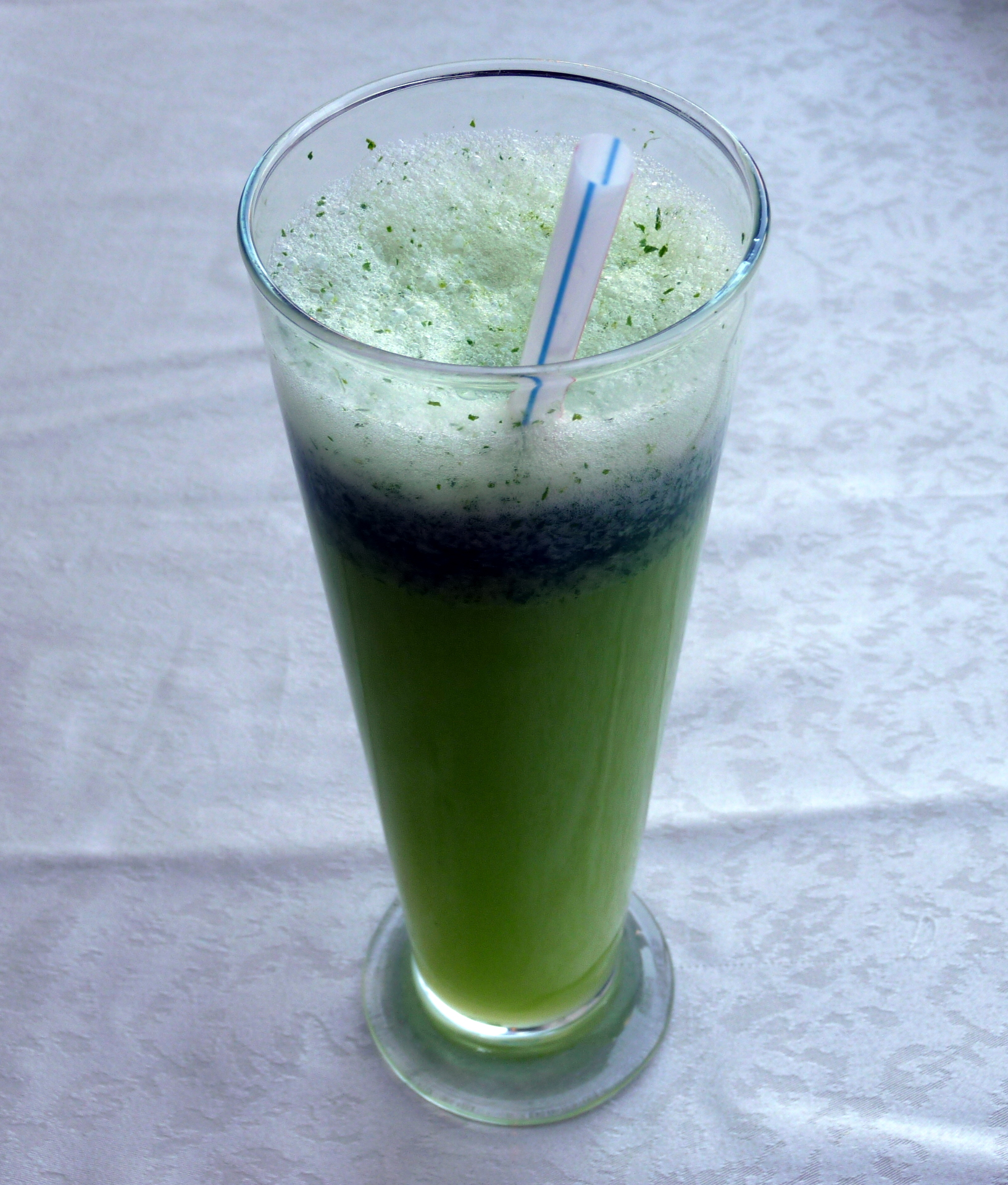
Limonana, limonada con menta, Damasco, Siria, 2010.

Existen limonadas muy famosas por su contenido alcohólico:
- Limoncello, bebida a base de alcohol y zumo de limón.
- Sangría, mezcla de vino tinto con diferentes frutas, algunas de ellas con fuerte carácter cítrico, como el limón y la naranja.
- Existen mezclas con carácter más medicinal y que son empleadas como purgantes en la composición de estas limonadas purgantes en lugar de limones se emplea citrato de magnesia que se disuelve en agua con azúcar.
- También se pueden emplear edulcorantes artificiales o naturales tales como aspartamo, sucralosa o estevia en lugar de azúcar para reducir las calorías o para regímenes dietéticos.
- Algunas personas le añaden un chorrito de agua carbonatada (soda) para darle un toque burbujeante, el cual aseguran que es más refrescante. Incluso hay quienes la beben solamente con agua mineral.
- También se denomina limonada a la «limonada de vino»; una bebida realizada con vino tinto rebajado con agua (dependiendo de la receta), limón, azúcar y canela. Es tradicional servirla durante la Semana Santa en provincias como León, Ávila, Burgos (Ribera del Duero), Segovia o Soria. En León se utiliza la expresión «matar judíos» que significa tomarse limonadas.
- En Colombia existe una variante que consiste en agregar Panela a la bebida, denominada como Agua de Panela Fría o Agua de Panela con Limón.
- En Venezuela existe una variante de esta bebida elaborada con papelón o panela que se suele llamar Papelón con Limón.
- En la India es común el Nimbu Pani, una variedad que contiene agua de rosas.
- Existe también la variante con menta, piña y mango, para dietas saludables, y con jengibre y cúrcuma.[9]
- En Francia, es habitual que los bares y restaurantes ofrezcan citron pressé, también llamado citronnade, una versión sin mezclar de limonada en la que se le da al cliente jugo de limón, sirope y agua por separado para mezclarlos en las proporciones que prefiera.[10]

## Efectos sobre la salud
La alta concentración de ácido cítrico en el zumo de limón es la base de las recomendaciones de la cultura popular sobre el consumo de limonada para prevenir los cálculos renales de calcio. Los estudios no han demostrado que la limonada provoque una mejora sostenida del pH de la orina, el aumento de la concentración de ácido cítrico en la orina, la reducción de la sobresaturación por sales formadoras de cálculos o la prevención de cálculos recurrentes.
El epidemiólogo de la Escuela de Salud Pública de la Universidad de Minnesota Mark Pereira, sugirió en 2010 [cita requerida] que el consumo excesivo de refrescos azucarados podría ser responsable de un mayor riesgo de desarrollar cáncer. La razón esgrimida es que existe un 87% más de riesgo de cáncer en las personas que beben más de dos refrescos a la semana. [cita requerida] Según Pereira, el alto contenido de azúcar es el responsable. 
Según la Asociación Estadounidense del Corazón (American Heart Association), el consumo excesivo de bebidas azucaradas, como limonadas o zumos de frutas, puede estar relacionado con hasta 180.000 muertes al año en todo el mundo. El consumo excesivo de bebidas azucaradas conduce a la obesidad, que a su vez aumenta el riesgo de desarrollar una serie de enfermedades graves. A partir de los datos recogidos en el marco del Estudio sobre la Carga Mundial de Enfermedades 2010, los investigadores pudieron demostrar que el consumo excesivo de alimentos poco saludables está relacionado causalmente con 133.000 muertes anuales relacionadas con la diabetes mellitus, 44.000 muertes como consecuencia de enfermedades cardiovasculares y 6.000 muertes a causa del cáncer.  

## Consumo de limonada por deportistas

### Recomendaciones
Los deportes de resistencia tales como correr largas distancias, el ciclismo o la natación que requieren un esfuerzo sostenido durante un período largo (por ejemplo, maratones o triatlones) pueden beneficiarse de  bebidas similares a la limonada debido a la combinación de carbohidratos (azúcares) y electrolitos (provenientes del jugo de limón o sal añadida). Estos componentes pueden ayudar a reponer las reservas de glucógeno y mantener la hidratación. Sin embargo, para que sea verdaderamente beneficiosa, la limonada para los atletas podría ser más efectiva si se prepara con un equilibrio adecuado de agua, limón y una cantidad controlada de azúcar o miel.
La limonada puede actuar como una fuente de líquidos y electrolitos, especialmente si se prepara en casa con un poco de sal y jugo de limón, lo que podría apoyar la hidratación. Puede ayudar a restaurar los electrolitos perdidos con el sudor, aunque las bebidas deportivas comerciales podrían ofrecer un mejor equilibrio de electrolitos para deportes intensivos.
Para deportes que son moderados en intensidad, como el tenis casual, trotar ligeramente o algunas actividades recreativas, la limonada puede ser una opción refrescante y ligeramente hidratante cuando se consume con moderación.

### Usos no recomendados
Para deportes de alta intensidad que implican esfuerzos máximos en ráfagas cortas, como el sprint, el levantamiento de pesas o el entrenamiento de alta intensidad (HIIT), la limonada puede no ser la mejor opción. Si bien puede proporcionar azúcar para la energía, el alto contenido de azúcar de algunas limonadas (especialmente las comerciales) puede causar un aumento rápido de los niveles de azúcar en la sangre, seguido de una caída, lo que podría resultar en una disminución de la energía o incluso provocar molestias gastrointestinales durante la actividad intensa. Además, el ácido del jugo de limón puede a veces causar malestar estomacal durante deportes de alto impacto.
Para los atletas de ultra-resistencia, como aquellos que participan en ultramaratones o largas carreras en bicicleta, una bebida como la limonada puede no ser suficiente para reponer los electrolitos y carbohidratos en las proporciones necesarias. Las bebidas deportivas especializadas, con electrolitos equilibrados y una fórmula de carbohidratos de liberación más lenta, serían más efectivas para mantener el rendimiento a lo largo del tiempo.
En climas más fríos, los deportes como el esquí o el snowboard pueden no requerir tanta reposición de electrolitos o bebidas azucaradas, lo que hace que la limonada sea menos ideal. Las bebidas calientes, como el té de hierbas o agua con un suplemento de electrolitos suave, pueden ser mejores opciones en estas situaciones.

### Consideraciones importantes
El contenido de azúcar de la limonada es un factor clave. Si bien los azúcares naturales (como los de la fruta fresca) son preferibles, muchas limonadas comerciales son ricas en azúcares refinados. El consumo excesivo de azúcar puede ser contraproducente en deportes de alta intensidad o larga duración, ya que puede causar bajones de energía o problemas estomacales.
Algunas variaciones de limonada o bebidas de limonada contienen cafeína añadida. La cafeína puede tener un efecto estimulante que podría beneficiar el rendimiento en resistencia en algunos casos, pero debe consumirse con moderación, ya que puede contribuir a la deshidratación.
Por otra parte algunos atletas pueden experimentar problemas gastrointestinales con bebidas ácidas como la limonada. En esos casos, las bebidas deportivas más neutras o el agua podrían ser más adecuadas.